# Henry Bulwer, 1:e baron Dalling och Bulwer

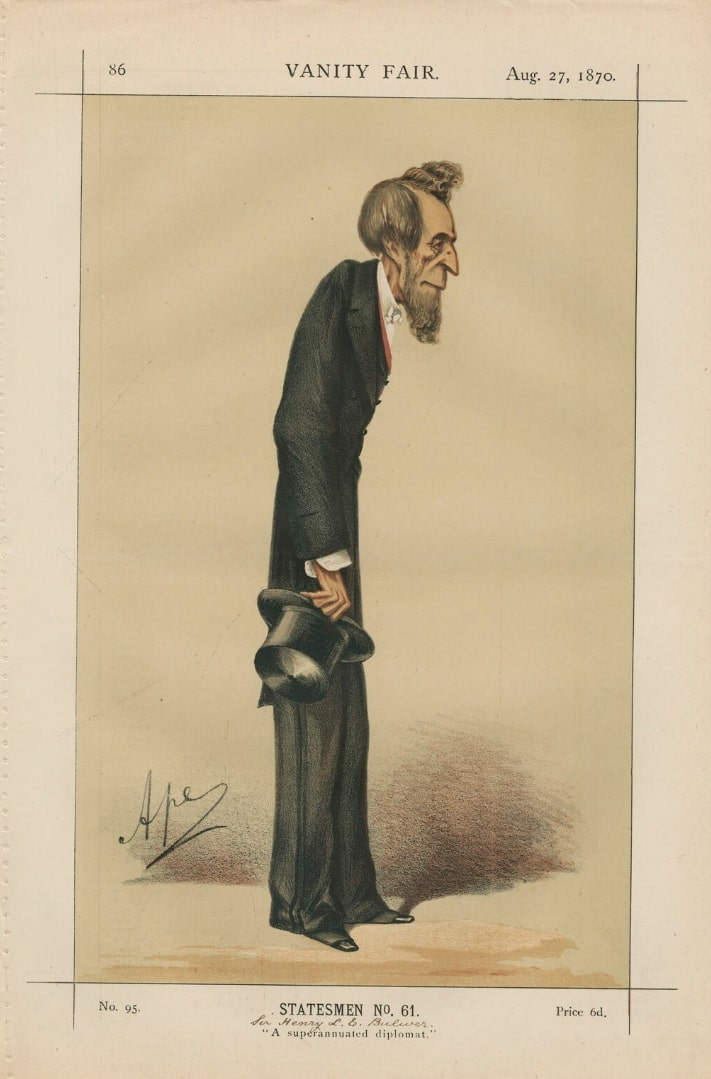
Karikatyr av Henry Bulwer-Lytton i Vanity Fair, 1870.

William Henry Lytton Earle Bulwer, från 1871 baron Dalling och Bulwer, född 13 februari 1801, död 23 maj 1872, var en engelsk diplomat, bror till Edward Bulwer-Lytton.
Bulwer var 1843–1848 mininster i Madrid, 1849–1852 i Washington, D.C., 1852–1855 i Florens och 1858-65 i Konstantinopel. Som sändebud i Washington slöt Bulwer med USA 1850 den så kallade Clayton-Bulwer-traktaten. Bulwer var även verksam som författare.